# Phalloceros anisophallos
Phalloceros anisophallos är en fiskart som beskrevs av Paulo Henrique Franco Lucinda 2008. Phalloceros anisophallos ingår i släktet Phalloceros och familjen Poeciliidae. Inga underarter finns listade i Catalogue of Life.